# Firbeix
 Firbeix  (en occitano Firbes) es una población y comuna francesa, situada en la región de Aquitania, departamento de Dordoña, en el distrito de Nontron y cantón de Saint-Pardoux-la-Rivière.

## Demografía
| 553 | 510 | 448 | 401 | 364 | 326 |
| Para los censos de 1962 a 1999 la población legal corresponde a la población sin duplicidades (Fuente: INSEE [Consultar]) |     |     |     |     |     |